# Paul Esser
Paul Esser (Geldern-Kapellen, 24 april 1913 – Tenerife, 20 januari 1988) was een Duits film-, theater- en stemacteur en regisseur die in Nederland en België vooral bekend werd door zijn rol als de boef Blom in de films van Pippi Langkous. Hij overleed op 75-jarige leeftijd op het Spaanse eiland Tenerife.

## Filmografie
| Jaartal | Film                            |
| ------- | ------------------------------- |
| 1972    | Nya hyss av Emil i Lönneberga   |
| 1971    | Emil i Lönneberga               |
| 1971    | Dorst naar bloed                |
| 1969    | Pippi gaat van boord            |
| 1969    | Pippi Langkous                  |
| 1958    | Der Schinderhannes              |
| 1958    | Das Wirtshaus im Spessart       |
| 1955    | Urlaub auf Ehrenwort            |
| 1954    | Gefangene der Liebe             |
| 1953    | Der unsterbliche Lump           |
| 1950    | Die Lustigen Weiber von Windsor |
| 1949    | Rotation                        |

### Verdere films/series
- 1941: Der Gasmann
- 1943: Liebesgeschichten
- 1950: Der Kahn der fröhlichen Leute
- 1950: Das kalte Herz
- 1951: Der Untertan
- 1952: Heimweh nach Dir
- 1953: Christina
- 1954: Ein Leben für Do
- 1954: Hoheit lassen bitten
- 1955: Sohn ohne Heimat
- 1955: Der 20. Juli
- 1955: Ihr Leibregiment
- 1955: Die Toteninsel
- 1956: Jeanne oder Die Lerche
- 1956: Johannisnacht
- 1956: Das Hirtenlied vom Kaisertal
- 1957: Die Frühreifen
- 1957: Vater sein dagegen sehr
- 1957: Anders als du und ich
- 1958: Le joueur
- 1958: Unruhige Nacht
- 1959: 2 × Adam, 1 × Eva
- 1959: Das schöne Abenteuer
- 1959: Unser Wunderland bei Nacht
- 1959: Abschied von den Wolken
- 1960: Das Spukschloß im Spessart
- 1960: Ein Herz braucht Liebe
- 1960: Ich zähle täglich meine Sorgen
- 1960: Am Galgen hängt die Liebe
- 1961: Die Geburtstagsfeier
- 1961: Die große Reise
- 1961: Spanische Legende
- 1963: Stadtpark
- 1963: Wochentags immer
- 1963: Die endlose Nacht
- 1964: Das Haus auf dem Hügel
- 1965: Nicht versöhnt oder Es hilft nur Gewalt, wo Gewalt herrscht
- 1966: Das Millionending (televisie-tweedeler)
- 1967: Herrliche Zeiten im Spessart
- 1968: La moglie giapponese
- 1969: So reisen und so lieben wir (If It's Tuesday, This Must Be Belgium)
- 1969: Herzblatt oder Wie sag ich’s meiner Tochter?
- 1969: Alle Kätzchen naschen gern
- 1970: Was ist denn bloß mit Willi los?
- 1971: Unser Willi ist der Beste
- 1971: Tatort: Der Boss (als commissaris Kasulke)
- 1972: Michel muß mehr Männchen machen
- 1972: Tatort: Rattennest (als commissaris Kasulke)
- 1973: Der Zarewitsch
- 1973: Gott schützt die Liebenden
- 1974: Der Weg nach Tourmon (Ardéchois-coeur-fidèle)
- 1974: Tatort: Mord im Ministerium (gastoptreden als commissaris Kasulke)
- 1975: Kommissariat 9: Guten Appetit
- 1983: Die wilden Fünfziger
- 1984: Delfter Kacheln

## Theater

### Als acteur
- 1948: Julius Hay: Haben (timmerman) – Regie: Falk Harnack (Deutsches Theater Berlin)
- 1948: Gotthold Ephraim Lessing: Nathan der Weise (patriarch) – Regie: Gerda Müller (Deutsches Theater Berlin)
- 1948: Stefan Brodwin: Der Feigling (schurk) – Regie: Ernst Legal (Deutsches Theater Berlin – Kammerspiele)
- 1949: Bertolt Brecht: Mutter Courage und ihre Kinder – Regie: Bertolt Brecht, Erich Engel (Berliner Ensemble in het Deutsches Theater Berlin)
- 1949: Johann Wolfgang von Goethe: Faust. Eine Tragödie (Valentin) – Regie: Wolfgang Langhoff (Deutsches Theater Berlin)
- 1949: Ewan MacColl: Das krumme Gewerbe (gangsterbaas) – Regie: Robert Wolfgang Schnell (Deutsches Theater Berlin – Kammerspiele)
- 1950: George Bernard Shaw: Frau Warrens Gewerbe (pastoor Samuel Gardner) – Regie: Wolfgang Langhoff (Deutsches Theater Berlin – Kammerspiele)
- 1950: Edmond Rostand: Cyrano de Bergerac (pasteibakker) – Regie: Ernst Legal (Deutsches Theater Berlin)
- 1950: Horst Lommer: Arche Noah (meesterbokster) – Regie: Günther Stark (Deutsches Theater Berlin)
- 1951: Alexander Ostrowski: Gewitter (zoon van de weduwe) – Regie: Wolfgang Heinz (Deutsches Theater Berlin)
- 1951: Friedrich Schiller: Wilhelm Tell (Wilhelm Tell) – Regie: Boleslaw Barlog (Schiller Theater Berlin)
- 1951: Clifford Odets: Golden Boy (bokstrainer Tokio) – Regie: Wolfgang Langhoff (Deutsches Theater Berlin – Kammerspiele)
- 1951: Hans José Rehfisch, Wilhelm Herzog: Die Affäre Dreyfus – Regie: Karl-Heinz Stroux (Schlosspark Theater Berlin)
- 1952: Jean-Paul Sartre: Der Teufel und der liebe Gott – Regie: Karl-Heinz Stroux (Schiller Theater Berlin)
- 1952: William Shakespeare: Ein Sommernachtstraum (Squenz) – Regie: Boleslaw Barlog (Schiller Theater Berlin)
- 1953: Stefan Barcava: Die Gefangenen – Regie: Rudolf Noelte (Schiller Theater Berlin)
- 1955: Thornton Wilder: Die Heiratsvermittlerin – Regie: Rudolf Steinboeck (Theater am Kurfürstendamm Berlin)
- 1955: Max Frisch: Die Chinesische Mauer – Regie: Oscar Fritz Schuh (Theater am Kurfürstendamm Berlin)
- 1957: Franz Grillparzer: Weh dem, der lügt! – Regie: Harald Benesch (Theater am Kurfürstendamm Berlin)
- 1958: Luigi Pirandello: Der Mensch, das Tier und die Tugend – Regie: Dietrich Haugk (Komödie am Kurfürstendamm Berlin)
- 1959: Bertolt Brecht, Kurt Weill: Die Dreigroschenoper – Regie: Hans Lietzau (Schlosspark Theater Berlin)
- 1960: Fay Kanin, Michael Kanin: Rashomon – Regie: Leonard Steckel (Residenztheater München)
- 1961: Eugène Ionesco: Die Nashörner (Hans) – Regie: Wolfgang Spier (Theater am Kurfürstendamm Berlin)
- 1961: Alexandre Breffort: Irma la Douce – Regie: Rolf Kutschera (Komödie am Kurfürstendamm Berlin)
- 1962: T. S. Eliot: Ein verdienter Staatsmann – Regie: Wolfgang Spier (Theater am Kurfürstendamm Berlin)
- 1966: Gerhart Hauptmann: Der Biberpelz – Regie: Herbert Ballmann (Hansa-Theater Berlin)
- 1969: William Goodhart: Reg dich nicht auf Daddy – Regie: Joachim Preen (Hansa-Theater Berlin)

### Als regisseur
- 1963: Ladislas Fodor: Europa und der Stier (Hansa-Theater Berlin)
- 1966: Gaston Arman de Caillavet, Robert de Flers: Monsieur Brotonneau (Hansa-Theater Berlin)
- 1968: Horst Pillau nach David Kalisch: 100.000 Taler (Hansa-Theater Berlin)
- 1972: George Bernard Shaw: Helden (Hansa-Theater Berlin)
- 1977: Georg Hirschfeld: Pauline (Hansa-Theater Berlin)
- 1980: Gotthold Ephraim Lessing: Minna von Barnhelm oder das Soldatenglück (Hansa-Theater Berlin)

## Hoorspelen
- 1950: Jacques Roumain: Herr über den Tau – Regie: Hanns Farenburg (Berliner Rundfunk)
- 1950: Karl Sonnabend/Werner Hardt: Der himmlische Landverteiler – Regie: Werner Stewe (Berliner Rundfunk)
- 1955: Thornton Wilder: Die Heiratsvermittlerin – Regie: Rudolf Steinboeck (Theatermitschnitt – RIAS Berlin)
- 1962: Eugène Ionesco: Die Nashörner (Hans) – Regie: Wolfgang Spier (RIAS Berlin)
- 1964–1987: Diverse Autoren: Damals war's – Geschichten aus dem alten Berlin (Regisseur 1979–1982 in vier verhalen met 36 afleveringen) (40 verhalen in 426 afleveringen) (RIAS Berlin)
- 1986: Michael Koser. Der letzte Detektiv (11e aflevering: Spielwiese) (Tommy Tinnef) – Regie: Alexander Malachovsky (BR)

- Bibliothèque nationale de France: cb155683194 (data)
- Gemeinsame Normdatei: 135768918
- International Standard Name Identifier: 0000 0000 6664 7182
- Library of Congress Control Number: nr99018760
- MusicBrainz: 4dc07917-7863-4412-a632-bbb16b469ba5
- Nationale Bibliotheek van Tsjechië: pna2005261815
- Nationale Bibliotheek van Israël: 987007318000505171
- Nationale Bibliotheek van Polen: a0000002789811
- Système universitaire de documentation: 127093893
- Virtual International Authority File: 94178952
- WorldCat: E39PBJjhyfx9tdvKMFJBMY9VYP